# Вере и завере
Вере и завере је роман српског књижевника Александра Тишме, први пут објављен 1983. У средишту заплета је љубавна афера између Сергија Рудића, хероја Другог светског рата који се није снашао у послератном животу, и Инге Лебенсхајм, новосадске Немице, која се са својим мужем враћа из Беча у родни Нови Сад, не би ли вратила станарско право на породични стан, који јој је одузет будући да јој је отац био нациста и у којем тренутно живе Рудићеви родитељи. У роману се тематизују друштвене, политичке и етничке промене у Војводини током и након Другог светског рата, крвави механизам историје, као и Тишмина опсесивна идеја о идеолошким злоупотребама и манипулацијама из којих се рађају индивидуалне трагедије обичног човека. Књига је написана у форми поглавља исписаних без употребе пасуса.
Роман је 2016. адаптиран у истоимену телевизијску серију из дванаест епизода у продукцији Радио-телевизије Војводина.

## Заплет романа
Сергије Рудић је неснађени појединац у Југославији након Другог светског рата, који ради у издавачкој кући у Београду, али који се готово сваког викенда враћа у родни Нови Сад код својих родитеља. У Новом Саду редовно посећује и свог јединог пријатеља Еугена Патака, сиромашног појединца јеврејског порекла, који обитава у трошној кући опсесивно читајући старе књиге са тавана напуштених јеврејских кућа. Њих двојица су у Другом светском рату заједно робовали у мађарском затвору након што су спалили немачки амбар. Приликом Сергијевог новог доласка код родитеља, сазнаје се да ће њихов стан због југословенског потписивања новог међународног уговора бити враћен Инги Лебенсхајм, унуци преминулог предратног власника зграде. Инге заједно са својим супругом Балтазаром Шултајс долази у Нови Сад, и смешта се код Ингине сестре од стрица Магде, која је удата за Србина Милана Степанова, са намером да се договоре са Рудићима око правног поступка везаних за стан. У низу дигресија читалац се упознаје са прошлошћу ова два новосадска Немца. Ингин деда Јакоб Лебенсхајм је био староседелац Новог Сада, власник млина и зграде у центру града. Имао је два сина, Петера (Магдиног оца) и Карла (Ингиног оца). Доласком нациста у окупирану Југославију, Јакоб и Петер исказују неповерење према нацистима и тврде да није морално чинити злочине над комшијама, док се Карл и његова жена Гизела укључују у нацистичку странку и терају своју децу, Инге и Дитрих, да облаче немачке униформе и учествују на војним парадама. У Нови Сад ускоро долази породица Гизелине полусестре Бони Шултејс. Њен муж Алберт је високи официр нациста и заједно са њим има двоје синова доброћудног Франца и Балтазара, кога се отац стиди јер има једну краћу ногу. Франц постаје добар пријатељ Сергију Рудићу и постаје емотивно везан за Инге, са којом дели мржњу према ауторитативном оцу нацисти. По наредби оца прикључује се немачкој војсци и гине на источном фронту. Након што савезници 1944. све више напредују на европским фронтовима, жене и Балтазар напуштају Нови Сад, а болешљивог Дитриха на силу шаљу у рат где гине. Пошто су Беч као и многи други немачки градови разрушени у савезничком бомбардовању, склањају се на имање, где ускоро долазе руски војници који силују жене, осим Инге, која је сакривена на тавану. Руски војници убијају Гизелу при њеном покушају бега. Балтазар изјављује љубав Инге, са којом ће се након завршетка рата и оженити.
На ручку код Магде и Милана Степанова сусрећу се Балтазар, Инге, Сергије и Еуген, не би ли се договорили око висине новца који Рудићи треба да плате за откуп стан. Када Сергеј одлази да телефонира у другој соби, између Инге и њега долази до слободнијих додира. Сергије се враћа за Београд, али не престаје да мисли на Инге. Следећег викенда на поновном ручку моли Еугена да кришом пренесе Немици поруку о сусрету. У шест сати у Патаковом стану се налазе Сергеј и Инге и воде љубав. У низу дигресија, читалац се упознаје са Сергијевом трауматичном прошлошћу. Током робовања у мађарском логору, приликом покушаја бекства погинула је његова прва девојка Мара Мирковић. Након ослобођења постао је помоћник аташеа за културу Димитрија Мите Гардиновачким у југословенској амбасади у Варшави. Тамо се жени са Мициком, неодговорном и расипном девојком. Када сазна да је Мицика заправо љубавница његовог шефа, Гардиновачког убија у сукобу. Амбасада усред кризе изазване расколом Југославије и СССР-а одлучује да заташка убиство, а самог Сергија искључују из партије, отпуштају из службе, одузимају пасош и враћају натраг у Југославију. Сергије одлази у Београд где се запошљава у издавачкој кући. Тамо упознаје Љиљану, ћерку четничког војника, са којом се жени. Иако је брак на почетку био срећан, пар се након рођења ћерке Стојанке све више удаљава, услед сплетки Љиљине одгајивачице Надежде Несторовић.
Инге у Бечу сазнаје да је остала трудна. Кришом се враћа за Југославију и заједно са Сергијом одлази у Тител на одмор. При повратку у Нови Сад затичу и Балтазара. Сазнавши да је Инге трудна Балтазар је напада, али ипак одлучује да жели да одгаја то дете као своје. Сергије жели да убије Балтазара пошто је свестан да он никада неће дати својој жени развод. Такође, свестан је да не може починити злочин а да га не осумњиче. Из тог разлога уцењује свог пријатеља Патака да учини злочин уместо њега. Патак у први мах пристаје, али на дан договореног извршења одлучује се на самоубиство пред њиховим очима.